# Высокий Хутор
Высокий Хутор (бел. Высокі Хутар) — посёлок в Добрушском районе Гомельской области Республики Беларусь. Входит в состав Утевского сельсовета.

## Административное устройство
До 9 апреля 2023 года входил в состав Тереховского сельсовета.

## География

### Расположение
В 27 км на юг от районного центра Добруш, в 42 км от Гомеля, в посёлке железнодорожная станция, расположенная на линии Гомель — Николаевка.

## Транспортная система
Транспортная связь по просёлочной дороге, а потом автодороге Тереховка — Гомель.
В посёлке 64 жилых дома (2004 год). Планировка состоит из слегка выгнутой улицы, ориентированной с юго-востока на северо-запад. Застройка двухсторонняя, деревянными домами.

## История
Посёлок основан переселенцами с соседних деревень во второй половине XIX века. В 1926 году в посёлке находилось отделение связи, он входил в состав Утевского сельсовета Краснобудского района Гомельского округа. В 1929 году организован колхоз.
Во время Великой Отечественной войны в сентябре 1943 года оккупанты сожгли в посёлке 81 двор.
В 1959 году деревня находилась в составе колхоза «Красный Октябрь» с центром в деревне Тереховка.

## Население

### Численность
- 2004 год — 64 двора, 162 жителя

### Динамика
- 1926 год — 82 двора, 444 жителя
- 1940 год — 85 дворов
- 1959 год — 417 жителей (согласно переписи)
- 2004 год — 64 двора, 162 жителя